# ᴻ
ᴻ, appelé N réfléchi majuscule en exposant, N réfléchi majuscule supérieur ou lettre modificative majuscule N réfléchi, est un symbole phonétique utilisé dans certaines versions de l’alphabet phonétique ouralique. Il est composé d’un N réfléchi majuscule ‹ N › mis en exposant.

## Représentations informatiques
La lettre modificative N réfléchi majuscule peut être représenté avec les caractères Unicode suivants (Latin étendu – extensions phonétiques) :
| formes       | représentations | chaînes de caractères | points de code | descriptions                             | note                            |
| ------------ | --------------- | --------------------- | -------------- | ---------------------------------------- | ------------------------------- |
| modificative | ᴻ               | ᴻ                     | U+1D3B         | lettre modificative majuscule n réfléchi | codé pour le symbole phonétique |

## Sources
- (en) Finlande, Irlande, Norvège ISO/IEC JTC1/SC2/WG2, Uralic Phonetic Alphabet characters for the UCS (no N2419, L2/02-141), 20 mars 2002 (lire en ligne)
- (de) Toivo Lehtisalo, Juraksamojedisches Wörterbuch, Helsinki, Suomalais-Ugrilainen Seura, coll. « Lexica Societatis Fenno-ugricae » (no 13), 1956